# Lim Kwan-shik
Lim Kwan-shik (28 luglio 1975) è un ex calciatore sudcoreano, di ruolo centrocampista.